# Вулфсен
Вулфсен (њем. Wulfsen) општина је у њемачкој савезној држави Доња Саксонија. Једно је од 42 општинска средишта округа Харбург. Према процјени из 2010. у општини је живјело 1.672 становника. Посједује регионалну шифру (AGS) 3353042.

## Географски и демографски подаци
Вулфсен се налази у савезној држави Доња Саксонија у округу Харбург. Општина се налази на надморској висини од 22 метра. Површина општине износи 8,4 km². У самом мјесту је, према процјени из 2010. године, живјело 1.672 становника. Просјечна густина становништва износи 199 становника/km².